# Christina von Dreien
Christina von Dreien (Toggenburg, 15 april 2001), pseudoniem van Christina Meier, is een Zwitsers esotericus en schrijfster.
Ze wordt door haar volgers gezien als een evolutionaire denker die het menselijk leven beschouwt als de synthese van kwantumfysica, neuropsychologie en spiritualiteit. Christina beweert paranormale gaven te hebben zoals telepathie, communicatie met dieren en contact met het hiernamaals. Met haar multidimensionale perceptie zou ze dingen zien vanuit een groter perspectief.
Naast dat haar moeder boeken heeft gepubliceerd over Christina's gaven, heeft Christina zelf ook boeken geschreven. Hierin beschrijft ze onder andere hoe men door bewustzijn en spirituele groei een betere wereld zou kunnen creëren. Ook legt ze haar overtuigingen over leven na de dood en reïncarnatie uit.

## Jeugd
Na 25 weken zwangerschap werd Christina als tweeling geboren samen met haar zusje Elena. In haar kindertijd stelde ze buitengewone vragen aan haar ouders en rond haar tiende levensjaar vertelde ze haar moeder dat ze de wereld anders ervaart dan de meeste mensen. Op 13-jarige leeftijd werd het voor haar moeder duidelijk dat Christina veel talenten had en kennis bezat op allerlei vakgebieden, zelfs zonder dat ze die ooit had gestudeerd. In haar tienerjaren heeft Christina opleidingen gevolgd in holistische psychologie, onder andere aan een academie in Luzern.

## Controversie
Tijdens de coronapandemie heeft Christina omstreden uitspraken gedaan. Zo heeft ze bijvoorbeeld getwijfeld aan de ernst van het virus en uitte ze kritiek op de maatregelen zoals lockdowns en coronavaccins. Volgens haar brachten degenen die op aarde de macht hebben dit virus in de wereld om hun plannen te realiseren. De Zwitserse godsdienstgeleerde Georg Schmid heeft Von Dreien bekritiseerd omdat zij haar volgers in gevaar zou hebben gebracht door het coronavirus te bagatelliseren. Hij noemde haar uitspraken zorgwekkend. Volgens hem zou Christina eigenschappen hebben van een complotdenker.
Volgens de auteur Hugo Stamm zou het gedrag van Christina gelijkenissen vertonen met een sekteleider.

### Bestseller 60
| Boeken met noteringen in de Nederlandse Bestseller 60 | Jaar van verschijnen | Datum van binnenkomst | Hoogste positie | Aantal weken | Opmerkingen |
| ----------------------------------------------------- | -------------------- | --------------------- | --------------- | ------------ | ----------- |
| Bewustzijn schept vrede                               | 2020                 | 20-05-2020            | 16              | 1            |             |
| Uiteindelijk komt alles goed                          | 2020                 | 02-12-2020            | 24              | 11           |             |